# Szuhanek Oszkár
Szuhanek Oszkár (Tomest, 1887 – Temesvár, 1972. május 5.) bánsági magyar festő.

## Élete
Temesvár hajdani polgármesterének, Telbisz Károlynak az ösztöndíjával került a Budapesti Képzőművészeti Főiskolára, ahol Balló Ede, Ferenczy Károly és Hegedűs László tanítványa lett. Ezt követően négy éven át a párizsi Julian Akadémián Modigliani, A. Rodin, I. Meštrović, F. Léger, Alexander Archipenko művésztársa volt. A francia fővárosban rengeteg elismerésben részesült, sikeressé, kedveltté vált, munkásságát Julian-nagydíjjal jutalmazták.
Tanulmányait a római Medici Akadémián folytatta, majd tanulmányúton vett részt Európa nagyvárosaiban és Észak-Afrikában. Utazásainak élményeit impresszionista tájképeken örökítette meg. Temesvárott, Nagybányán, Nagyszebenben, Segesvárott és környékén festett, főként a szabadban. Portréi közül kiemelkedik A zöldségárus ember című alkotása, Rubletzky Géza szobrászművészt ábrázoló arcképe, továbbá önarcképei. Alkotásai 1907-től szerepeltek a budapesti Nemzeti Szalon kiállításain. Férfit ábrázoló portréja például a Műcsarnokban volt látható egy ideig, számos, Budapesten és Bukarestben kiállított műve díjat is nyert. Több ízben volt tárlata Temesvárott és Aradon, legutóbb 2008-ban a Béga-parti bánsági fővárosban. A romániai és magyarországi múzeumokon kívül festményeit moszkvai, párizsi és római képtárak, magángyűjtők őrzik.